# Susanna de Roma
|  | Aquest article tracta sobre santa Susanna. Si cerqueu la Susanna bíblica, vegeu «Susanna». |

Susanna de Roma (Roma, ca. 280-295) fou una jove romana cristiana, morta com a màrtir. És venerada com a santa a tota la cristiandat. En l'Església Catòlica fou retirada del calendari general el 1969

## Biografia
Se'n coneix molt poc de la vida. La tradició posterior diu que havia nascut cap al 280 i era filla del futur sant Gabí de Roma, germà del papa Gai I. Segons la passio, era parent de l'emperador Dioclecià. Va ésser educada en el cristianisme per uns parents, ja que el seu pare, en quedar-se vidu, es va fer sacerdot. L'emperador volia que es casés amb el seu fill, però ella el refusà, ja que havia consagrat la seva virginitat a Déu. Fou condemnada a mort i decapitada a la seva mateixa casa l'any 295.

## Veneració

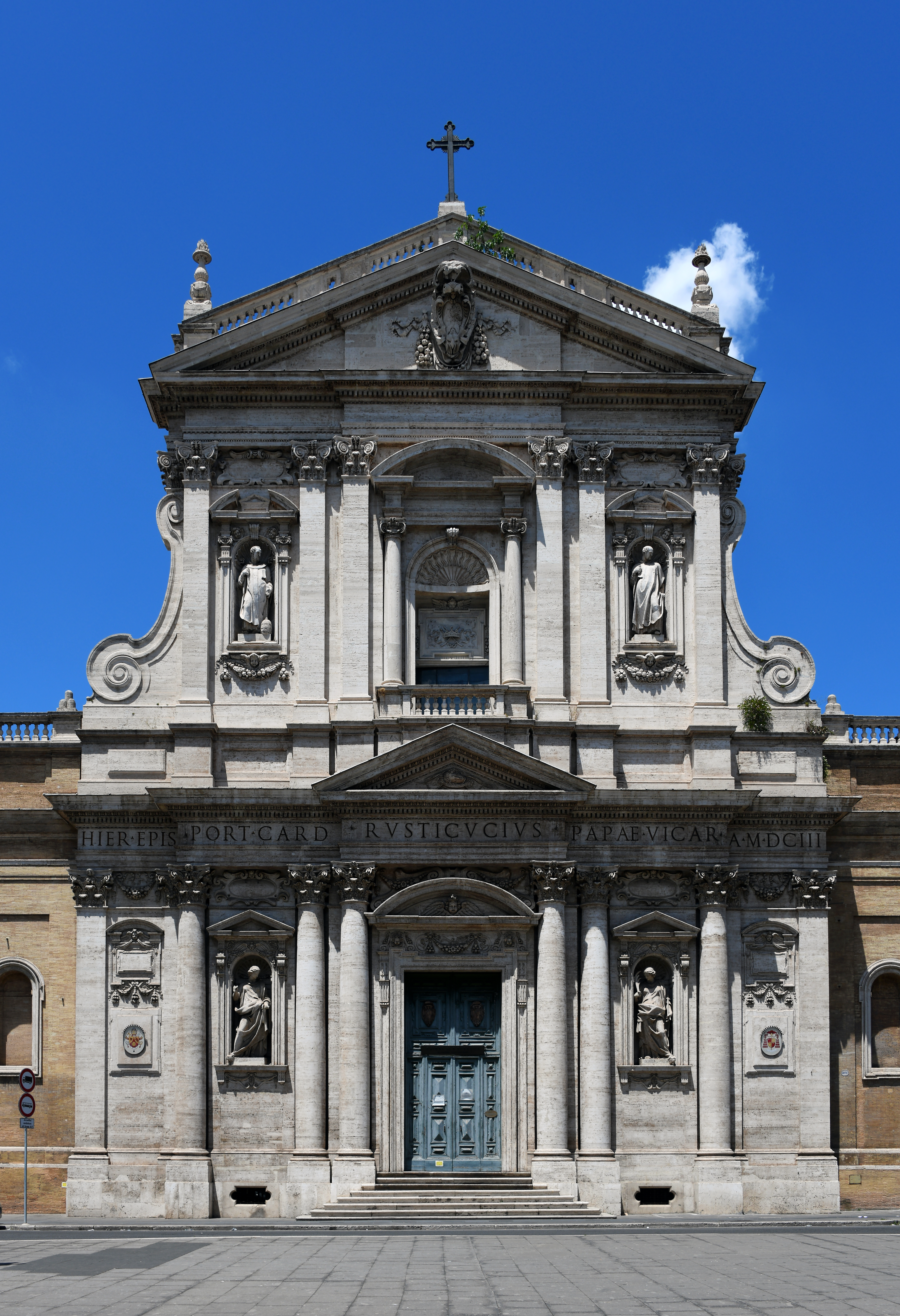
Església de Santa Susanna (Roma).

El Martirologium Hieronymi l'esmenta a l'11 d'agost. El 595 s'obrí a Roma una església dedicada a ella sobre la casa del seu pare i la del seu oncle, properes a les Termes de Dioclecià, i anomenada Sancta Susanna ad Duas Domos ("Santa Susanna de les dues cases"). En aquesta església, reedificada al segle xvii i actual església de Santa Susanna, es conserven les restes de la santa, com també les de Gabí.
El 1969, per la manca de proves documentals fefaents de l'existència i martiri de la santa, fou retirada del calendari general de l'Església, tot i que el seu culte es manté en aquells llocs on és tradicional.